# 木村健康

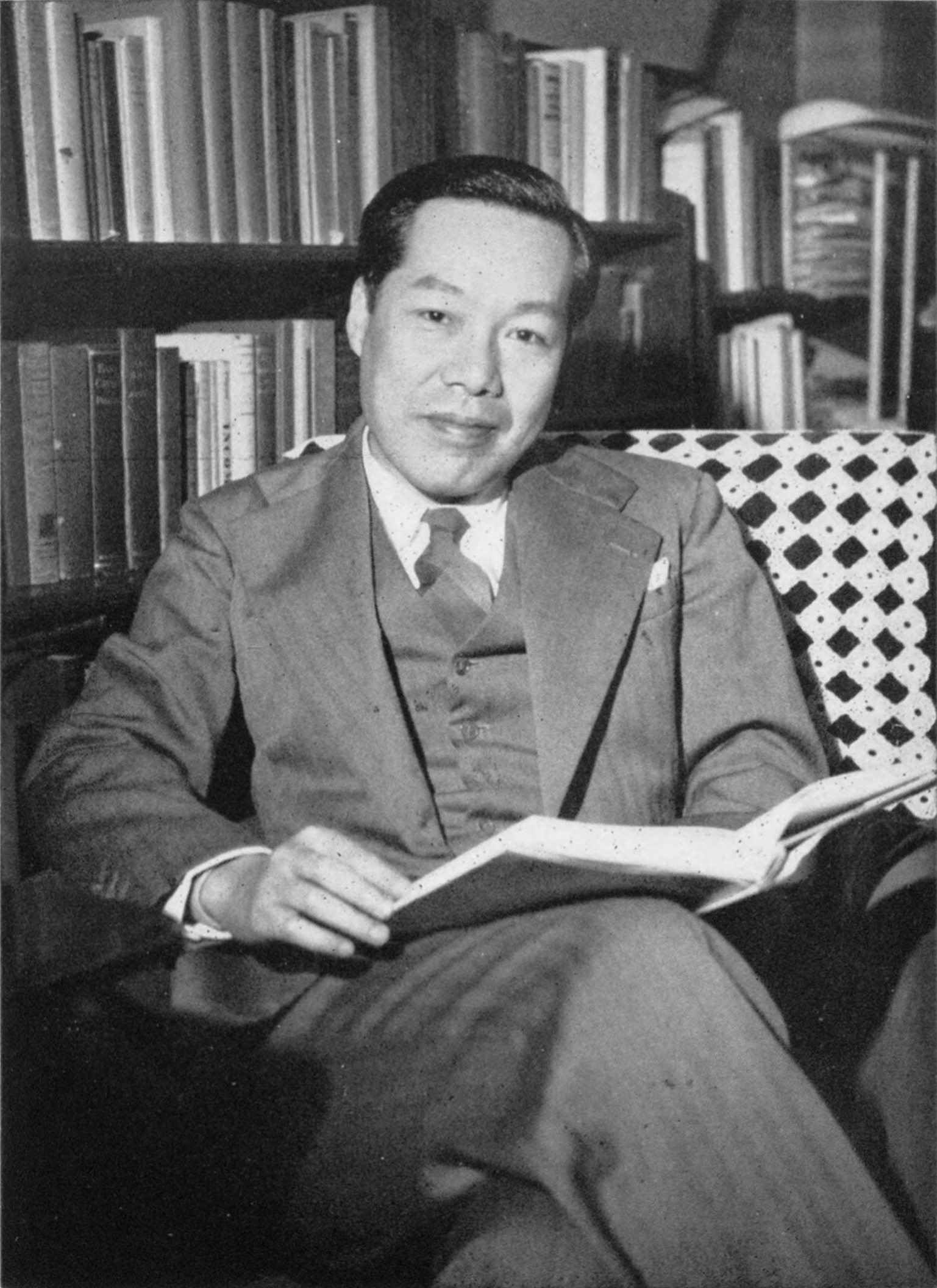
木村健康（1954年）

木村 健康（きむら たけやす、1909年2月26日 - 1973年12月7日）は、日本の経済学者、東京大学名誉教授、成蹊大学経済学部初代学部長。

## 経歴
会社員木村岩平の長男として、福岡県早良郡鳥飼村（現福岡市）に生まれる。1925年福岡県中学修猷館、1928年（昭和3年）旧制福岡高等学校文科甲類を経て、1931年（昭和6年）3月東京帝国大學経済学部経済学科を卒業し、同学部副手となり、1932年4月同学部助手となる。
自由主義派（純理派）の河合栄治郎に師事し、大河内一男、安井琢磨と共に河合門下三羽烏と呼ばれたが、1938年（昭和13年）河合の筆禍から経済学部内での学派対立が激化し、翌1939年（昭和14年）東大総長の平賀譲による裁定（平賀粛学）により、河合が休職とされたことに抗議して、山田文雄教授らと共に辞表を提出し辞職。なお、後に大河内と安井は、河合に逆らって辞表を撤回し東大にとどまったため、河合はこの二人を破門しており、木村は河合が最も信頼する門下生となった。
その後、河合は軍の言論弾圧に対して法廷闘争を続けたが、木村は法廷で特別弁護人として河合を弁護し続けている。上智大学専門部、巣鴨高等商業學校、上智大学商経学部の講師を経て、1943年（昭和18年）5月第一高等学校教授となり、経国（法制経済）を担当する。
1946年（昭和21年）1月東京大学経済学部助教授。同年11月に山田文雄らとともに社会思想研究会を設立。1949年（昭和24年）5月同教授に就任し経済学史を担当。同年6月から1961年（昭和36年）3月まで、新制東京大学に新規に設置された教養学部の教授を兼務し、その間1952年（昭和27年）1月から1960年（昭和35年）9月まで同学部教養学科長を務め、東大教養学部の基礎を築いた（駒場出身の経済学者である村上泰亮、早坂忠は教養学科第一期生の門下）。1969年（昭和44年）3月定年退官、同年5月東京大学名誉教授の称号を受ける。同年4月成蹊大学経済学部の初代学部長に就任。
1959年（昭和34年）7月、東京大学 経済学博士 博士論文は「厚生経済学序説」。
1958年（昭和33年）、古谷弘との共編『近代経済学教室』により、毎日出版文化賞受賞。

## エピソード
一高教授であった1945年4月、軍は一高のリベラルな自治寮制度を嫌い、文部省に命令して一高を廃学するように指示したが、当時の安倍能成校長を補佐し、木村が中心になって各寮に教授が一人ずつ泊まることによって、教授が管理しているという名目を作って廃学を免れている。

## 著書

### 単著
- 『若き人々とともに』白日書院, 1948年
- 『英国労働党』弘文堂, 1949
- 『青春と自由』中央公論社, 1950年
- 『学生生活』河出書房, 1954年
- 『経済学ノート』河出書房, 1955年
- 『信念としての民主主義』民主日本協会, 1955年
- 『厚生経済学序説』勁草書房, 1969年
- 『東大・嵐の中の四十年』春秋社, 1970年
- 『愛国心はと問われて』鱒書房, 1971年
- 『木村健康経済学ノートⅠ』勁草書房, 1972年

### 共著
- 『近代経済学教室（全6巻）』（古谷弘との共編）, 勁草書房, 1957-1959年
- 『日本経済の統計的分析』（内藤勝, 大内力, 宮沢光一との共著）, 岩波書店, 1967年

### 訳書
- 『理論経済学の本質と主要内容』J.A.シュンペーター著（大野忠男・安井琢磨との共訳）, 岩波文庫, 1943年
- 『経済成長の諸段階―一つの非共産主義宣言』W.W.ロストウ著（久保まち子・村上泰亮との共訳）, ダイヤモンド社, 1965年
- 『自由論』J.S.ミル著（塩尻公明との共訳）, 岩波文庫, 1971年

### 編書
- 『アメリカ的思惟の展開』東京大学出版会, 1955年
- 『社会思想読本』東洋経済新報社, 1958年
- 『近代経済学小辞典』春秋社, 1968年

### 共編書
- 『学問と教養――何をいかに学ぶべきか』（麻生磯次, 玉虫文一, 淡野安太郎との共編）, 勁草書房, 1953年
- 『近代経済学教室Ⅰ～Ⅵ』（古屋弘, 大石泰彦との共編）, 勁草書房, 1957, 69年

## 門下
- 嘉治元郎（東京大学名誉教授）
- 小宮隆太郎（東京大学名誉教授）
- 村上泰亮（東京大学教授）
- 早坂忠（東京大学教授）